# فيلي ديفيس (لاعب كرة قدم أمريكية)
فيلي ديفيس (بالإنجليزية: Willie Davis)‏ هو لاعب كرة قدم أمريكية أمريكي، ولد في 10 أكتوبر 1967 في ليتل روك في الولايات المتحدة.

## وصلات خارجية
- فيلي ديفيس على موقع مرجع كرة القدم المحترفة.كوم (الإنجليزية)